# 아웃 오브 더 파크 베이스볼
《아웃 오브 더 파크 베이스볼》(Out of the park, OOTP)은 텍스트를 기반으로하는 시뮬레이션 야구 게임이다. OOTP는 1998년에 최초로 만들어졌다. 수석 개발자 Markus Heinsohn이 커리어와 현실적인 야구 시뮬레이션을 결합하여 열성팬과 가벼운 게이머 모두를 만족시키기 위해 만들어졌다. 2012년 7월 Inside Mac Games와의 인터뷰에서 Heinsohn은 이렇게 말했다. "마이애미 여행을 갔다온 내 친구들중 일부가 집에다가 배트와 글러브를 가져왔죠, 그래서 우리는 이웃집 정원에서 테니스 공을 치기 시작했어요. 그게 1991년의 일이었죠. 그리고 1994년부터 우리는 야구 구단을 만들어 리그에서 뛰기 시작했어요. 그동안, 나는 모든 종류의 컴퓨터 야구 게임을 했습니다, 그러나 내가 원하는 경영이 접목된 야구게임은 없었죠, 그래서 1998년에 나는 내 게임을 약간 발전시키기로 했습니다. 단지 재미를 위해서요. 1999년에 작업이 완료됐고, 저는 이게 돈을 벌기에 충분하다고 생각했어요, 그리고 모든게 시작됐습니다."
OOTP 16부터 메이저 리그와 마이너 리그, 그리고 역사적인 MLB 팀들의 라이센스를 취득했고, 모바일 버전의 명칭 또한 iOOTP에서 MLB 매니저로 변경되었다.
2013년 9월, OOTP Developments는 NHL과 KHL을 포함한 23개의 리그를 기반으로 하는 Franchise Hockey Manager를 게임을 출시했다.
2014년 1월, 아메리칸 풋볼 시뮬레이션 게임 Beyond the Sideline Football을 출시했다.
2021년 발표된 Out of the Park Baseball 22부터는 한글화가 적용되었다.

## 역사
첫 번째 버전은 스포츠기자 Sean Lahman의 홈페이지를 통해 판매됐다. 이 첫번째 버전은 몇몇 온라인 게임 사이트로부터 주목을 받았다.
2001년 Heinsohn은 OOTP 5를 출시하기 위해 다른 독립개발자들과 .400 Software Studios를 창립했다. 후에 Heinsohn과 몇몇 개발자들은 400 Software Studios에서 분리되어 2003년 중반까지 OOTP 시리즈를 제작했다.
2005년 OOTP는 Football Manger와 NHL Eastside Hockey Manger의 제작사인 Sport Interactive 에 팔렸다. Out of the Park Baseball 2006은 2006년 5월 31일에 출시되었다. 코드베이스와 몇가지 특징을 다시 만들었고, 굉장한 반응을 이끌어냈다.
게임의 7번째 버전인 Out of the Park Baseball 2007은 2007년 3월 23일에 출시됐고, 지난 버전보다 훨씬 좋은 반응을 받았다. Out of the Park Baseball 2007은 PC기반 게임중 전체 2위인 100만점에 96점을 받았고, 이는 오렌지박스보다 높고, 하프라이프2 보다 낮았다. 9년이 지난 2015년 새로운 리뷰의 한계 때문에 "가장 위대한 PC 비디오 게임" 목록에서 지워졌다.
2007년 9월 20일, Sports Interactive사는 Out of the Park Developments, 그리고 OOTP 프랜차이즈와 계약 해지를 발표했다.
2007년 12월 Out of the Park Developments는 OOTP 2007에서 몇가지 특징이 새로운 추가된 Out of the Park Baseball 8을 발표했다.
OOTP 2006 이후 유저 인터페이스는 cross-platform의 이식을 위해 P.I.S.D. Ltd platform libraries를 활용했다.
OOTP Developments 2009년 6월 OOTP X(10)을 출시했다. OOTP 11은 2010년 4월 14일 출시됐다.
2010년 10월 OOTP는 iPhone과 iPod touch버전인 iOOTP의 개발을 발표했다. iOOTP는 2011년 5월 5일 App store에 출시됐다.
2011년 5월 13일 OOTP 12가 2011년 6월 22일에 공식 출시되고 사전예약은 6월 20일부터라고 발표됐다.
2012년 4월 5일 iOOTP Baseball 2012 Edition이 애플의 iOS App Store에 출시됐다. iOOTP 2012의 새로운 특징은 2012 메이저 리그 로스터와 선수들의 자세한 경력, 향상된 유저 인터페이스, 새로운 재정 설정, pitch-by-pitch모드의 사용, 모든 리그에서의 지명타자 제도의 설정 등이었다.
2012년 4월 6일의 사전예약 후 4월 9일 OOTP 13이 정식 출시됐다. OOTP 13의 새로운 특징은 2012 메이저 리그 로스터와 게이머들이 실시간으로(혹은 더 빠른 속도로) 게임을 볼 수 있는 실시간 시뮬레이션 모드, 사건 발생시 플레이어들이 선택할 수 있게 하는 상호연관된 줄거리들(플레이어들이 스타 선수들을 방출하거나, 트레이드 하거나, 문제를 무시하기 힘들게 됨. 각각의 선택들은 팬들의 태도, 플레이어의 기분 등등에 영향을 미침) 투구 모델은 더 현실적으로 개선되었는데, 가장 많이 드래프트된 투수들은 선발투수가 되고, 나중에 드래프트된 투수들은 중간계투가 되었다. 무작위적인 역사적 데뷔는, 실제 선수가 역사의 어떤 부분에서든 나타나게 해줬다.(루스가 오늘날 나타나고, 쿠팩스가 1930년에 드래프트되는것 등이다.)
게다가, OOTP 13은 향상된 유저 인터페이스를 제공했는데, 핵심적인 엔진과 인공지능이 개선되었다. 더 많은 플레이오프 설정들이 가능해졌고, 협회는 여러개의 리그를 합칠 수 있었고, 자유계약자들과, 규칙들을 공유했다.
2013년 4월 4일 iOOTP Baseball 2013은 Apple's IOS App store에 출시됐다. iOOTP 2013의 새로운 특징들은 2013 메이저 리그 로스터, 업적달성, 인터페이스 재구성, 새로운 트레이드 인공지능, 새로운 선수 발전 시스템, 더 많은 현실적인 선수의 생성, 각 시즌에 나왔던 신인들과 함께 하는 Historical career play 등이었다. iPad HD 버전은 2012 버전의 경우와 같이 iPad의 큰 화면이 무료라는 것이었다.
2013년 4월 12일 전세계적인 사전구매가 끝나고, 4월 15일 Out of the Park Baseball 14가 출시되었다. OOTP 14의 새로운 특징은 2013 메이저 리그 로스터, 플레이어들의 출신 시스템, 예를 들어 스즈키 이치로나 다르빗슈 유처럼 외국 선수가 자유계약으로 계약하면, 스카우팅 시스템에 의해 재부호화 되는 것, 새로운 수비 능력치 발전 시스템, tracking을 위한 새로운 선수 발전 센터, 새로운 트레이드 인공지능, 더 현실적인 선수 생성, "Pitch to Contact" 옵션 등이었다.
2014년 4월 24일 Out of the Park Baseball 15가 스팀에서 출시됐다. OOTP 15의 새로운 특징은 메이저 리그와 마이너 리그 팀들의 2014년 개막전 로스터, 3D 구장과 3D 타구 비행 제공, 일본, 한국, 대만 등 7개의 실제 외국 리그 제공, 새로운 조건의 평가 시스템, 개선된 인터페이스, Historial laegue의 개선 등이다.
2014년 4월 17일, iOOTP Baseball 2014가 iOS App Store에서 출시됐다. 2014년 개막전 로스터, 플레이어 수정 기능, 인터페이스 재구성, iPhone 5와 full Retina 화면 제공 등이다.
2015년 1월 23일, Out of the Park Baseball 16이 PC, Mac 그리고 리눅스 버전으로 출시 예정임이 발표됐다. 특징은 메이저 리그와 마이너 리그의 새로운 라이센스와, 재정 시스템의 재구성, 새로운 매니저와 코치 시스템, 새로운 독립 리그들이다. 2015년 3월에 23일 출시됐다.
같은날, OOTP Developments는 iOOTP Base ball의 명칭을 MLB Manager로 변경한다는 것과, 2015년 버전 역시 메이저 리그 라이센스가 적용된채로 2015년 3월 iOS와 안드로이드에서 출시된다고 발표하였다. 2015년 3월 26일 출시되었다.
2020년 10월 12일 컴투스가 인수를 발표하였다.
2021년 4월 23일 시리즈 최초로 한글화가 공개되었다.

## 유명인사
몇몇 스포츠계 인물들이 이 게임을 즐기는데, 작가이자 통계학자 Bill James, 스포츠 저널리스트 Roy Firestone, 그리고 MLB 투수 Curt Schilling등이다. 그리고 전 MLB 선수였던 Jeff Montgomery, Don Stanhouse, John D'Acquisto, 그리고 Lary Sorensen은 ESPN의 진행자인 Eric Karabell, Jerry Crasnick, 그리고 다른 블로거, 저널리스트들과 함께 온라인 OOTP 리그에 참여하고 있다.
휴스턴 에스트로스의 투수 Pat Neshek 역시 팬이다, 2012년 "어제 쉬는날 대부분을 OOTP13을 하는데 썼어. 중독 상담을 받아봐야될거같아"라는 트윗을 남겼다.
게다가, 프로레슬러 Steve Corino 또한 이 게임의 팬이다. 2012년 11월 23일 그는 "Out of the park baseball 13"에 완벽하게 중독됐어, 혹시 이거 하는 사람 있어?"라는 트윗을 남겼다.
보스턴 레드삭스의 구단주 John W. Henry 역시 OOTP의 팬이다, 그는 인터뷰에서 "작년에, 나는 OOTP 15를 하고 그것의 깊이와 너비에 놀랐다."라고 대답했다.

## 게임방법
텍스트 기반의 게임으로, 우측 상단의 Play 버튼을 누름으로써 게임이 진행된다. 게임은 크게는 리그의 창설부터 작게는 마운드에서의 투구와, 타석에서 타격까지 해볼 수 있다.

## 다른 버전들
2001년, Season Ticket Baseball이라 불리는 OOTP3의 retail 버전이 출시됐다. 출시 1년 후, 속편으로 OOTP4의 Retail 버전인 Season Ticket Baseball 2003이 출시됐다.
2004년, Heinsohn은 individual baseball player의 속편인 Inside the Park Baseball을 출시했다. 게이머들은 선수의 커리어를 드래프트 이전부터, 마이너 리그를 통해 메이저 리그에 콜업될 때까지 플레이했다. Inside the Park Baseball은 OOTP5와 동시에 출시됐다.